# Светлые цветочные листоносы
Светлые цветочные листоносы (лат. Phyllonycteris) — род летучих мышей семейства листоносых. Встречаются в Центральной Америке. Род включает 2 ныне живущих и один вымерший вид.

## Внешний вид и строение
Шерсть шелковистая, язык длинный и тонкий. Длина головы и тела от 64 до 83 мм, длина предплечья между 43 и 50 мм, длина хвоста от 7 до 12 мм и масса тела до 21,1 г. На каждой челюсти 4 резца, 2 клыка, 4 премоляра, 6 моляров, всего 32 зуба.

## Образ жизни и питание
Днём скрываются в пещерах. Питаются фруктами, пыльцой, нектаром и насекомыми.

## Виды
- Ямайский цветочный листонос (Phyllonycteris aphylla)
- † Phyllonycteris major
- Кубинский цветочный листонос (Phyllonycteris poeyi)